# The Fly Cop
The Fly Cop è un cortometraggio muto del 1917 diretto da Arvid E. Gillstrom con Oliver Hardy.